# Fackliga världsfederationen
Fackliga världsfederationen (FVF), (på engelska World Federation of Trade Unions, WFTU) är en internationell facklig organisation med huvudsäte i Aten i Grekland. Den grundades den 3 oktober 1945 men redan 1949 lämnade en rad västerländska fackföreningar federationen och bildade Fria fackföreningsinternationalen (ICFTU). En av orsakerna till splittringen var oenigheter kring stödet till Marshallplanen.
FVF, som tidigare hade sitt huvudkontor i Prag i Tjeckien, kom så småningom att associeras med fackföreningar som var välvilligt inställda till kommunistiska partier i öst. Under kalla kriget utmålades den ofta som en sovjetisk frontorganisation. Ett antal medlemsföreningar, bland andra jugoslaviska och kinesiska lämnade organisationen då deras regeringar utvecklade ideologiska meningsskiljaktigheter med Sovjetunionen.
FVF krympte under de första tjugo åren efter Sovjetunionens fall och många av de tidigare medlemsföreningarna gick över till Internationella fackliga samorganisationen. I januari 2006 flyttades huvudkvarteret från Prag till Aten och idag fokuserar man på att organisera regionala federationer i tredje världen. Man genomför kampanjer mot imperialism, rasism, fattigdom, miljöförstöring och exploatering av arbetare under kapitalismen, och för rätten till heltidsanställningar, social trygghet, hälsofrågor och fackliga rättigheter. Man organiserar konferenser, utfärdar uttalanden och producerar utbildningsmaterial.
Sedan kongressen i Havanna (Kuba) 2005 där den grekiska aktivisten Georges Mavrikos - ledande medlem i grekiska PAME och det grekiska kommunistpartiet KKE - blev vald till generalsekreterare, har FVF genomgått en ny utveckling. Flera stora fackföreningar även i västra Europa har värvats, ibland återvärvats till FVF, bland annat brittiska RMT, italienska USB, flera franska CGT-förbund och grundorganisationer.
I Afrika har sydafrikanska COSATU blivit medlem av FVF.
De senaste åren har FVF fått ökat antal medlemmar och har idag 92 miljoner medlemmar i 126 länder över hela världen.

## Organisation och samarbeten
Som en del av sin internationella agenda arbetar FVF aktivt med att utveckla samarbeten med nationella och internationella fackliga organisationer samt regionala fackliga organisationer som Organization of African Trade Union Unity (OATUU), International Confederation of Arab Trade Unions (ICATU), Permanent Congress of Trade Union Unity of Latin America (CPUSTAL) och General Federation of Trade Unions of CIS (CIS betyder Commonwealth of Independent States, OSS). FVF har rådgivande status inom FN:s ekonomiska och sociala råd, Internationella arbetsorganisationen, Unesco, Food and Agriculture Organization och andra FN-organ.
Följande internationella fackliga branschorganisationer är medlemmar i FVF:
- Trade Unions International of Agriculture, Food, Commerce, Textile, and Allied Industries
- Trade Unions International of Public and Allied Employees
- Trade Unions International of Energy, Metal, Chemical, Oil and Allied Industries
- Trade Unions International of Transport Workers
- Trade Unions International of Building, Wood and Building Materials Industries
- World Federation of Teachers Unions

FVF:s (WTFU) kontor i Sverige bildades år 2016, och har som uppgift att sprida information om Fackliga Världsfederationen i Sverige och Norden.
FVF:s (WFTU) vänförening ska verka för att:
- Facket ska vara en klasskamporganisation som står emot kapitalet och regeringar.
- Facket ska vara en demokratisk organisation där arbetarklassens intressen ska avgöra i alla frågor.
- Facket ska försvara arbetarklassen och inte kapitalet.
- Facket ska bekämpa imperialism, krig, fattigdom och utsugning av arbetarklassen.
- Främja klasskamp och inte klassamarbete.